# Marriott-Slaterville
Marriott-Slaterville är en stad i Weber County i Utah. Vid 2010 års folkräkning hade Marriott-Slaterville 1 701 invånare.